# Elvandia Story
Elvandia Story (エルヴァンディア ストーリー Erubandia Sutōrī?) es un videojuego de rol táctico para PlayStation 2. Fue desarrollado por Spike y lanzado en Japón el 26 de abril de 2007. El juego presenta sprites 2D de alta resolución. El formato de batalla del juego se ha comparado con Fire Emblem, en el que la cámara cambia la perspectiva a una vista aérea de 3/4 de un combate uno a uno. La música está compuesta por Norihiko Hibino. El tema musical principal de Elvandia Story, titulado "Lion no Tsubasa", fue cantado por Chihiro Yonekura.

## Trama
La historia gira en torno a Ashley, hijo de un señor del estado de Kastol, quien recientemente regresó a su ciudad natal. Mientras está con sus amigos, recibe un mensaje de que el vecino estado de Lumen está siendo atacado desde el norte por las tropas de Genes. Decide detener a Genes y emprende su viaje hacia Lumen para poner fin a la lucha y restaurar la paz en el continente.